# Le Sang chaud
Singles de Lââm
Pour être libre
(2006) Savoir qui je suis
(2008)
Le Sang chaud est une chanson de la chanteuse Lââm, sortie le 30 octobre 2006. Elle est le premier extrait de son quatrième album studio Le Sang chaud. La chanson a été écrite par Saloon, Princess Aniès et Laura Marciano. Elle fut composée par SDO, FBCool et Laura Marciano. 
Ce single existe en deux versions : la première qui comprend la version avec et sans rap et la seconde agrémentée de ces deux titres, mais aussi d'un remix club réalisé par Teetoff, une version acoustique du titre Petite Sœur, qui est écrit par M. Godebama et composé par S. Caby et Laura Marciano, le vidéoclip réalisé par Karim Ouaret, le making off du clip ainsi qu'une interview de Lââm. 
Le single atteint la  7e place du classement en France. 

## Clip vidéo
Le vidéoclip a été réalisé par Karim Ouaret. Il y démontre comment Lââm, accompagné de Princess Aniès et d'un petit chien, se jouent des clichés en inversant les rôles. En effet, ce sont les hommes qui font le ménage, lavent les vitres de la voiture et qui se plient aux volontés des femmes. On y aperçoit aussi la chanteuse en train de faire du golf, de prendre un bain et de danser. Lââm Le Sang Chaud Featuring Princess Aniès vidéo officielle Youtube

## Liste des pistes
| 1. | Le Sang chaud (feat. Princess Aniès) | 3:08 |
| 2. | Le Sang chaud (sans rap)             | 2:49 |

| 1. | Le Sang chaud (feat. Princess Aniès)                                       | 3:08 |
| 2. | Le Sang chaud (sans rap)                                                   | 2:49 |
| 3. | Le Sang chaud (Teetoff's Dance Radio Edit)                                 | 3:51 |
| 4. | Petite sœur (version acoustique)                                           | 3:44 |
| 5. | Le Sang chaud (feat. Princess Aniès (vidéo-clip) réalisé par Karim Ouaret) | 3:36 |
| 6. | Interview de Lââm et Le Sang chaud (making of)                             | 2:13 |

## Classement
| Classement (2006) | Meilleure position |
| ----------------- | ------------------ |
| France (SNEP)     | 7                  |